# Palpada geniculata
Palpada geniculata är en tvåvingeart som först beskrevs av Fabricius 1805.  Palpada geniculata ingår i släktet Palpada och familjen blomflugor. Inga underarter finns listade i Catalogue of Life.